# افسانه سیزیف

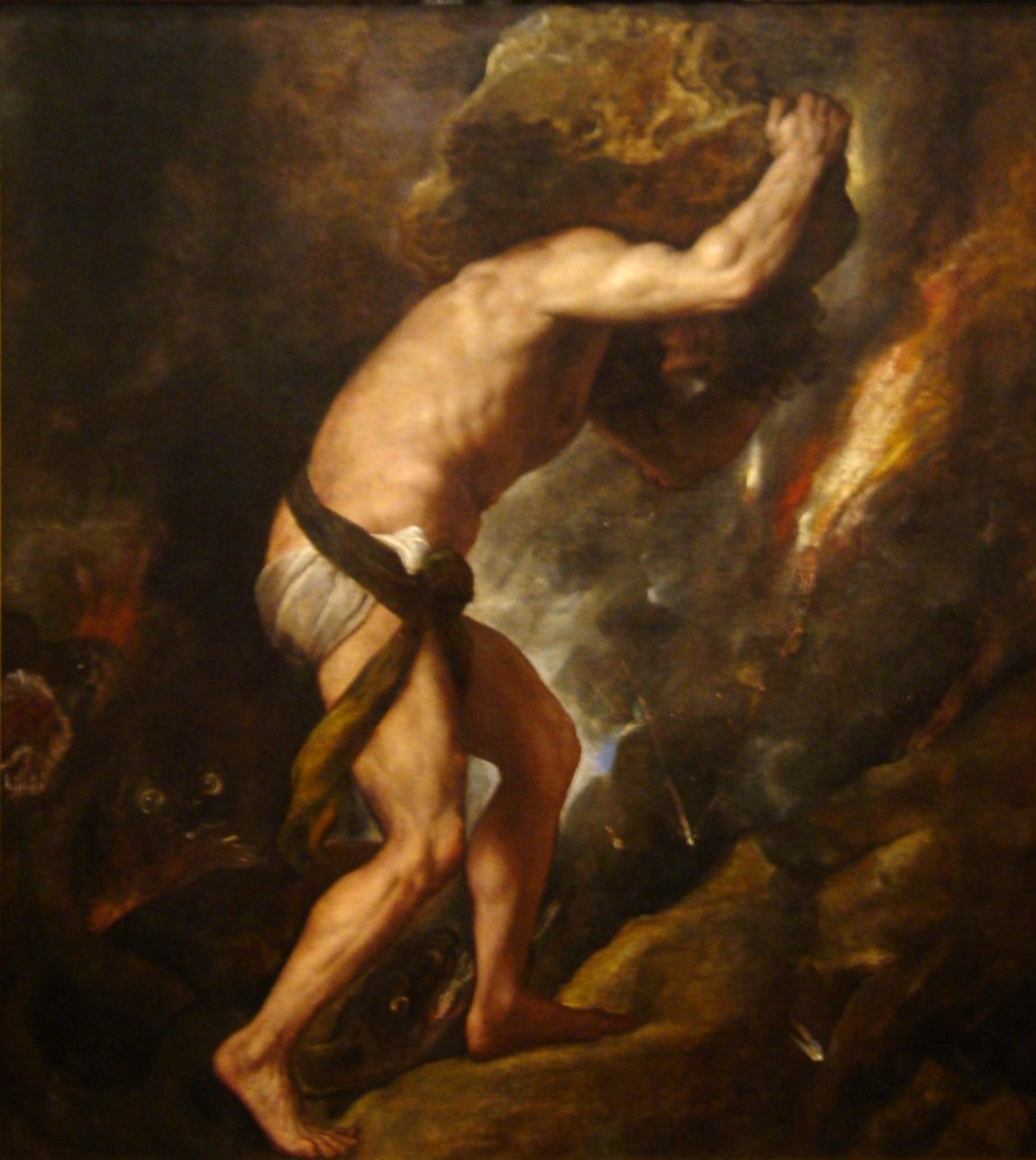
سیزیف اثر تیتیان، ۱۵۴۹

افسانه سیزیف یک مقاله فلسفی از آلبر کامو است. نسخه فرانسوی آن در سال ۱۹۴۲ با نام Le Mythe de Sisyphe منتشر گردید.
در این مقاله آلبر کامو برای اولین بار واژه ابزورد را به کار می‌برد که بعدها الهام بخش گونه‌ای از تئاتر به نام تئاتر پوچی گردید که مارتین اسلین در کتابی به همین نام به توضیح آن پرداخته‌است.
سیزیف در اساطیر یونان بخاطر فاش کردن راز خدایگان محکوم شد تا تخته سنگی را به دوش گرفته و تا قله یک کوه حمل کند، اما همین که به قله می‌رسد، سنگ به پایین می‌غلتد و سیزیف باید دوباره این کار را انجام دهد.کامو می‌گوید پیروزی وی در آگاهی است.

## خلاصه
مقاله شامل ۴ فصل و یک ضمیمه‌است.

### فصل ۱: یک تعقل پوچ
کامو در این فصل می‌گوید تنها یک مسئله مهم فلسفی موجود است و آن خودکشی است. اینکه آیا زندگی ارزش دارد یا به زحمت زیستنش نمی‌ارزد. فهمیدن این که این جهان پوچ است کار سختی نیست اما آیا این پوچی ما را به خودکشی رهنمون می‌سازد؟

### فصل ۲:انسان پوچ
در این فصل، کامو مواردی از زندگی ابزورد را معرفی می‌کند. اولین موردی که وی اشاره می‌کند دن خوان، اغواگر سریالی زنان است که تا جایی که می‌تواند زندگی پرشور و شهوت‌انگیزی دارد. «هیچ عشقی اصیل نیست، مگر عشقی که کوتاه مدت و استثنایی باشد».
مثال بعدی، در مورد بازیگری است که زندگی‌های کوتاه را برای کسب افتخارهای بیشمار نمایش می‌دهد.
مورد آخر و سوم کامو، «فاتح» است. دلاوری که تمام وعده‌های جاودانگی در تاریخ بشریت را فراموش می‌کند. او عمل را بر تأمل ترجیح می‌دهد. با آگاهی از این واقعیت که هیچ چیز دوام ندارد و هیچ پیروزی ای همیشگی نیست.

### فصل ۳:خلقت پوچ
در اینجا کامو هنرمند یا خالق ابزورد را وا می‌کاود. از آنجاییکه توضیح ناممکن است، هنر ابزورد محدود به شرحی از تجارب فراوان در جهان است. «اگر دنیا واضح و آشکار بود، دیگر هنری وجود نداشت». همچنین خلقت ابزورد باید مانع از قضاوت و داوری و همچنین سایه ای حتی جزئی از امید بشود.
او سپس به تحلیل کارهای داستایفسکی، ازجمله ، ''دفتر یادداشت روزانهٔ یک نویسنده'' ، «جن زدگان»، و «برادران کارامازف» می‌پردازد. همهٔ اینها آغازی ابزورد دارند و دو مورد اول به خودکشی فلسفی می‌پردازد. هرچند کتاب خاطرات و رمان آخر او، برادران کارامازف، در نهایت راهی به امید می‌گشایند و در حقیقت نمی‌توان آنها را آفرینشهایی ابزورد تلقی کرد.

### فصل ۴:افسانه سیزیف
در این بخش کامو ضمن تعریف داستان سیزیف، به توضیحاتی دربارهٔ ارتباط این داستان و زندگی انسان در این جهان می‌پردازد. وی سیزیف را قهرمان پوچ می‌نامد و می‌گوید هنگامی که سنگ سقوط می‌کند و سیزیف لحظه‌ای درنگ می‌کند و بر می‌گردد، این لحظه‌است که مرا به سیزیف علاقه‌مند می‌کند زیرا وی به شکنجه خویش و پوچ بودن کارش آگاه است و این آگاهی لذت بخش است .